# 北秋田市立大阿仁小学校
北秋田市立大阿仁小学校（きたあきたしりつ おおあにしょうがっこう）は、秋田県北秋田市阿仁にあった公立小学校。

## 概要
本校は、北秋田市の旧阿仁町域の一部を学区とした。
阿仁合小学校、阿仁中学校と統合し、「北秋田市立義務教育学校阿仁学園」がスタートすることに伴い、2022年度末で閉校した。
教育目標
「ふるさとと共に、主体的に、たくましく生きる子どもの育成」
校歌
- 作詞 - 湊 正俊・佐々木 茂・庄司 乙彦
- 作曲 - 佐々木 貞治

## 沿革
- 1877年（明治10年）10月3日 - 荒瀬小学校比立内教室として創立。
- 1915年（大正4年）11月15日 - 幸屋渡字山根32番地へ移転。
- 1919年（大正8年）12月31日 - 校舎一部増築。
- 1922年（大正11年）4月1日 - 高等科を設置し、比立内尋常高等小学校と改称。
- 1937年（昭和12年）4月1日 - 大阿仁小学校と改称し、根子・伏影・中村を分校とする。
- 1941年（昭和16年）4月1日 - 国民学校令により、大阿仁国民学校と改称。
- 1947年（昭和22年）
  - 4月1日 - 学制改革により、大阿仁村立大阿仁小学校と改称。同日、新制中学校併置。
  - 11月1日 - 校舎全焼、部落作業場で分散授業を行う。
- 1949年（昭和24年）
  - 6月1日 - 中村分校が独立し、中村小学校となる。
  - 8月1日 - 校舎新築落成。
- 1955年（昭和30年）4月1日 - 町村合併により阿仁町立大阿仁小学校と改称。
- 1956年（昭和31年）10月22日 - へき地集会室落成。
- 1957年（昭和32年）
  - 4月1日 - 根子分校と伏影分校が独立。
  - 10月18日 - 創立80周年記念式典挙行。
- 1961年（昭和36年）5月 - 4教室増築。
- 1963年（昭和38年）6月 - 給食室、宿直室改築。
- 1964年（昭和39年）9月4日 - 完全給食開始。
- 1971年（昭和46年）
  - 3月4日 - 阿仁部学校給食共同調理場開設。
  - 10月25日 - 大阿仁小学校PTAよりグランドピアノが寄贈される。
- 1974年（昭和49年）9月5日 - 集団食堂改装工事終了。
- 1977年（昭和52年）10月3日 - 創立100周年記念式典挙行並記念事業完成。
- 1981年（昭和56年）4月1日 - 校舎配線全面改修。
- 1988年（昭和63年）1月10日 - 体育後援会よりスノーモービルの寄贈を受ける。
- 1990年（平成2年）8月 - 松森グラウンドの校庭排水溝整備。
- 1992年（平成4年）
  - 5月 - 阿仁町教育委員会による松森グラウンド整備。
  - 9月19日 - 祖父母PTA結成。
- 1995年（平成7年）
  - 3月21日 - 大阿仁小学校（旧）閉校式。
  - 4月1日 - 大阿仁小学校（旧）と中村小学校が統合し、大阿仁小学校（新）開校。
  - 4月5日 - 神事・開校式挙行。
- 1996年（平成8年）
  - 2月15日 - 体育館引渡し。
  - 7月26日 - プール引渡し。
  - 10月9日 - グラウンド引渡し。
  - 10月13日 - 新グラウンドでの秋季大運動会開催。
  - 11月2日 -  大阿仁小学校竣工式並びに祝賀会挙行。
- 1999年（平成10年）8月5日 - 当時の皇太子（現:天皇）を迎える。
- 2005年（平成17年）3月22日 - 市町村合併により、北秋田市立大阿仁小学校と改称。
- 2015年（平成27年）10月 - 創立20周年記念植樹（市木ブナ3本）と祝賀会開催。
- 2016年（平成28年）7月 - 防災キャンプ実施。
- 2019年（令和元年）6月 - 学校運営協議会設立。
- 2020年（令和2年）3月2日 - この日から3月19日までと4月21日から5月6日までの期間、新型コロナウイルスの為、臨時休校の措置を採った。
- 2023年（令和5年）
  - 3月20日 - 閉校式、校旗返納式を開催[2]。
  - 3月31日 - 閉校。

## 通学区域
- 阿仁幸屋渡・阿仁幸屋・阿仁比立内・阿仁長畑・阿仁戸鳥内・阿仁中村・阿仁打当の大字地内[3]

## 進学先中学校
- 北秋田市立阿仁中学校[3]

## 周辺
- 阿仁川
- 養護老人ホームもろび苑
- 北秋田市立大阿仁保育園 - 進級前保育園のひとつ

## 交通
- 秋田内陸縦貫鉄道秋田内陸線比立内駅から、徒歩約780m・約12分。
  - 直線距離だと、約420mと近いが、道路の関係で、やや遠回りとなる。
- 秋北バス「比立内駅前」バス停から、徒歩約740m・約11分。